# シュムシュガレイ
シュムシュガレイ (占守鰈、学名:Lepidopsetta polyxystra) はカレイ目カレイ科の海水魚である。日本の市場においては同属のアサバガレイ（浅羽鰈、Lepidopsetta mochigarei）と混称される為、注意が必要である。

## 分布
砂泥底の水深 19mから246m程度、特に700m前後によく見られる 底生魚である。棲息域はピュージェット湾からアラスカ(棲息域がロックソールと重複する)、アリューシャン列島周辺のベーリング海 及び千島列島周辺のオホーツク海 (棲息域がアサバガレイと重複する）にかけての温帯の北部太平洋である。 オスは69センチメートル (27 in) 、メスは49センチメートル (19 in)まで成長し、 寿命は最大18年である。

## 分類
2000年以前はシュムシュガレイはロックソール（Lepidopsetta bilineata）と同一種と考えられていたが、オアとマタレーズが2000年に同属三種に再分類した。
この再分類の結果ロックソール（L.bilineata）を指して"サザン"ロックソールとし、シュムシュガレイ（Northern rock sole、学名: L.polyxystra）との混乱を避ける場合もある。

## 生態
シュムシュガレイは食物連鎖においてやや高位を占める。 

### 食性
肉食で底生生物の多毛類や端脚類などを捕食する。

### 天敵
シュムシュガレイを捕食する生物は海棲哺乳類およびサメ、スケトウダラ、コガネガレイ、タイヘイヨウオヒョウ 、マダラなどの魚類である。

### 産卵
シュムシュガレイの繁殖期間は4から7歳時で、冬から早春に産卵する。 卵は海底に産み付けられ、6～25日で孵化する。

## 利用
シュムシュガレイはアラスカ湾の商業漁業において重要な魚種の一つである。1960年代に乱獲されたが資源量が回復し、 その資源量はアリューシャン列島やベーリング海においてとても多い状態だと評価され、維持可能な資源量の二倍程度に達するとされている。 2008年に推定されたシュムシュガレイのアラスカ湾における資源量は102,303トンで、漁獲量が2004年は453トン、2006年は4,330トンである。
シュムシュガレイの米国沿岸における漁獲は北太平洋漁業委員会及び、8つの米国地域漁業管理協議会より管理されている。